# Jackie Blanchflower

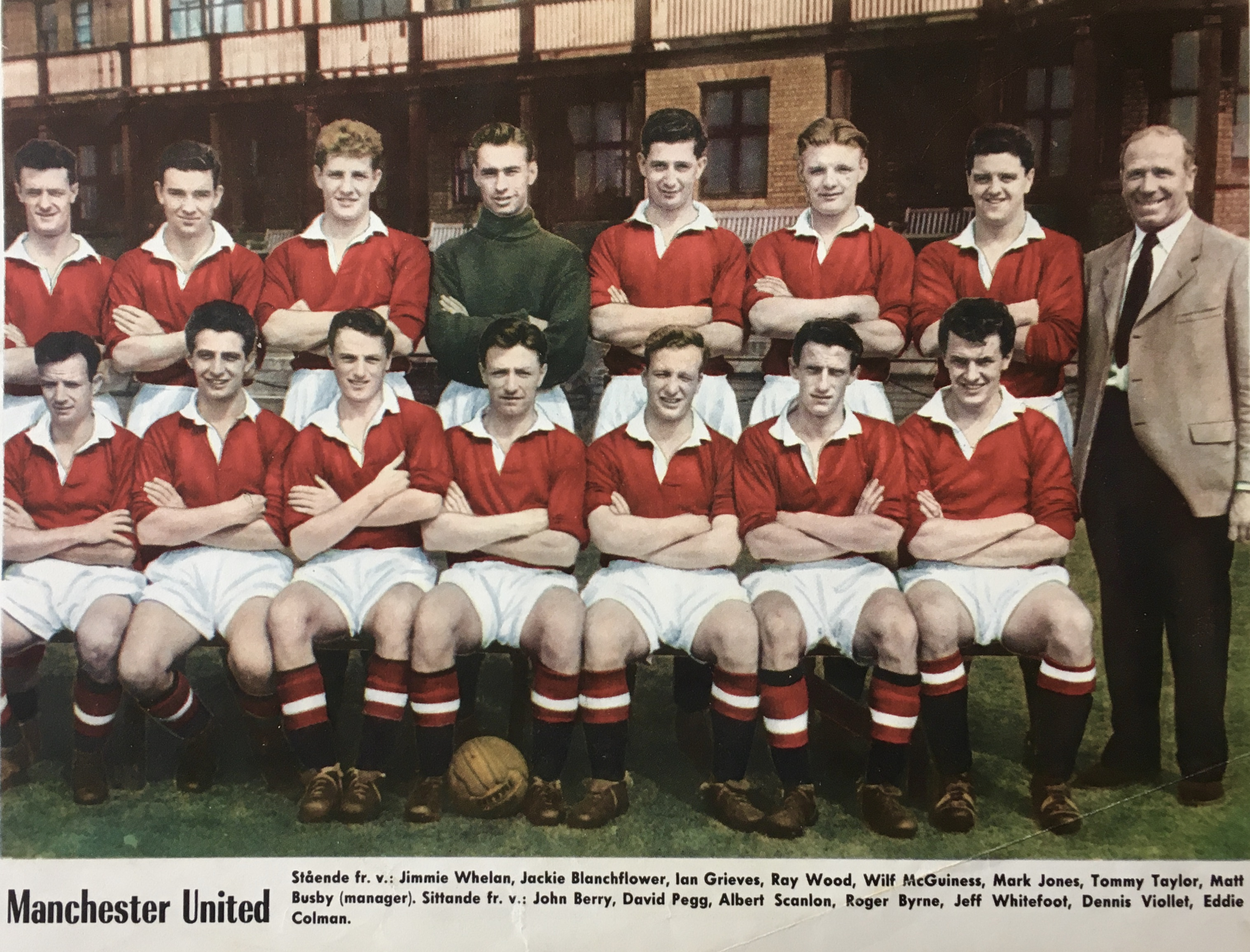
Manchester United F.C. aus dem Jahre 1957 – Bild zeigt 2. Reihe stehend v. l.: Jimmie Whelan, Jackie Blanchflower, Ian Greaves, Ray Wood, Wilf McGuinness, Mark Jones, Tommy Taylor, Matt Busby (Manager);1. Reihe hockend v. l.: Johnny Berry, David Pegg, Albert Scanlon, Roger Byrne (Kapitän), Jeff Whitefoot, Dennis Viollet und Eddie Colman.

John „Jackie“ Blanchflower (* 7. März 1933 in Belfast; † 2. September 1998 in Manchester) war ein nordirischer Fußballspieler. Der Halbstürmer und Mittelläufer gehörte in den 1950ern zu den „Busby Babes“ von Manchester United und zu den Schwerverletzten des Flugzeugunglücks von München, die danach ihre Profikarriere beenden mussten.

## Sportlicher Werdegang
Jackie Blanchflower folgte 1949 dem Weg seines älteren Bruders Danny über die Irische See nach England, um sich als 16-jähriges Fußballtalent Manchester United anzuschließen. Mit Trickreichtum, Spielintelligenz und Kampfstärke ausgestattet, bahnte er sich trotz seiner Defizite in Bezug auf Schnelligkeit den Weg durch die Jugendmannschaften. Im Jahr 1951 debütierte er als rechter Außenläufer im Profiteam, aber eine Knieverletzung verzögerte zunächst die weitere sportliche Entwicklung. Als Halbstürmer eroberte er sich dann in der Spielzeit 1953/54 den Stammplatz in einer zunehmend von Trainer Matt Busby verjüngten Mannschaft, die später als „Busby Babes“ Berühmtheit erlangte. Zum Saisonende absolvierte er zudem das erste von insgesamt zwölf A-Länderspielen für seine nordirische Heimat. Er schoss im Zeitraum von zwei Jahren 24 Pflichtspieltore für United und in der anschließenden Saison 1955/56 gewann er die englische Meisterschaft.
Auf seiner Position hatte sich jedoch mit Dennis Viollet, Billy Whelan, John Doherty und Bobby Charlton die Anzahl seiner Konkurrenten deutlich erhöht und so zog Busby Blanchflower während der Saison 1956/57 auf die Position des Mittelläufers zurück. Dort musste dieser sich mit dem robusten Mark Jones messen und der eher schmächtige „Twiggy“, wie Blanchflower scherzhaft von seinen Mannschaftskollegen genannt wurde, stand mit neuer Rolle in der Startelf anlässlich des 1957er FA-Cup-Endspiels gegen Aston Villa. Nach der frühen Verletzung von Torhüter Ray Wood musste er dann jedoch – in einer Zeit, in der Auswechslungen noch nicht erlaubt waren – nahezu über die gesamte Spielzeit im Tor aushelfen; er war bei der 1:2-Niederlage schuldlos an den Gegentoren. Obwohl er weiter ein fester Bestandteil in Busbys Kader war, blieb ihm zur Mitte der folgenden Saison 1957/58 nach der Rückkehr von Jones zumeist nur die Ersatzspielerrolle. Die verhängnisvolle Reise nach Belgrad im Februar 1958 trat er erst im letzten Moment an, nachdem er sich erst kurz zuvor von einer Verletzung erholt hatte. Bei der Rückreise aus Belgrad gehörte er dann bei dem Flugzeugunglück von München zu den Schwerverletzten. Er brach sich das Becken, Arme und Beine. Dazu wurden seine Nieren schwer in Mitleidenschaft gezogen und sein Zustand war derart lebensbedrohlich, dass er bereits die Krankensalbung erhielt.
Verzweifelt arbeitete er an der Fortführung seiner Fußballerkarriere und bis Juni 1959 stand er noch bei Manchester United unter Vertrag. Die Blessuren waren jedoch zu schwerwiegend und traumatisiert zog sich Blanchflower zunächst einige Jahre lang zurück. Seine späteren Versuche, in einem anderen beruflichen Umfeld sein Glück zu finden, waren von wenig Erfolg gekrönt und er betätigte sich als Betreiber eines Süßigkeitenladens, arbeitete für einen Buchmacher beim Pferderennen sowie danach als Kneipier und bis 1976 als Drucker. Danach bildete er sich zum Buchhalter weiter, aber erst sein Talent als „Tischredner“ füllte ihn letztlich aus. Großen Anteil daran hatte seine Frau Jean, die in den 1950ern eine erfolgreiche Sängerin in der Vic Lewis Big Band war und drei Jahrzehnte später wieder in der Öffentlichkeit aufzutreten begann. Er kündigte jeweils mit Witz und Charme die Shows seiner Frau an und schnell wurde aus der Gesangs- eine „Doppelveranstaltung“. Er erlag im Alter von 65 Jahren den Folgen einer Krebserkrankung.

## Titel/Auszeichnungen
- Englische Meisterschaft (1): 1956
- FA Charity Shield (1): 1957